# Phyllomedusa vaillantii
Phyllomedusa vaillanti is een kikker uit de familie Phyllomedusidae.

## Naamgeving
De soort werd voor het eerst wetenschappelijk beschreven door George Albert Boulenger in 1882. Later werd wel de wetenschappelijke naam Phyllomedusa perlata gebruikt. De soortaanduiding vaillantii is een eerbetoon aan de Franse zoöloog Louis Léon Vaillant (1834 - 1914). Phyllomedusa vaillantii werd lange tijd tot de familie boomkikkers (Hylidae) gerekend.

## Uiterlijke kenmerken
De lichaamskleur is groen aan de bovenzijde en de flanken, de onderzijde is grijsbruin. Aan de onderzijde van de flanken is een rode streep met lichtgele vlekken aanwezig. De mannetjes worden ongeveer zes centimeter lang en de vrouwtjes worden groter tot ongeveer acht centimeter. Er is op de grootte na geen verschil tussen de seksen, behalve de iets sterker afgeknotte snuit van het mannetje.

## Verspreiding en habitat
Phyllomedusa vaillantii komt voor in delen van noordelijk Zuid-Amerika en leeft in de landen Bolivia, Brazilië, Colombia, Ecuador, Frans-Guyana, Guyana, Peru en Venezuela. Het is een bewoner van vochtige delen van tropische bossen.

## Levenswijze
Mannetjes worden vaak op takken en bladeren gevonden langs oppervlaktewater waar ze de vrouwtjes lokken. De mannetjes maken een kort en vrij hard, klok-achtig geluid. De kikkervisjes leven in scholen in het water. Ze bereiken een totale lichaamslengte van 5,3 centimeter.